# Orikhiv
Orikhiv (tiếng Ukraina: Оріхів) là một thành phố của Ukraina. Thành phố này thuộc tỉnh Zaporizhia. Thành phố này có diện tích ? km2, dân số theo điều tra dân số năm 2001 là 17955 người.